# Ma Jing-nan
Ma Jing-nan (čínsky pchin-jinem Mǎ Yīngnán, znaky zjednodušené 马英楠), (* 3. března 1984 Čína) je čínská zápasnice – judistka.

## Sportovní kariéra
Připravuje se v Liao-ningu. V pololehké váze, tradičně pro Číňanky silné, se začala prosazovat až v pokročilejším věku. V roce 2015 dosáhla unikátní série tří po sobě jdoucích vítězství v kvalitně obsazených turnajích světového poháru. V roce 2016 se jako veteránka dočkala první účasti na olympijských hrách v Riu a ve čtvrtfinále rozesmutnila domácí diváky, když na wazari vyřadila Ériku Miradaovou. Své další dva duely však nezvládla po taktické stránce. V boji o třetí místo jí po chybě v boji na zemi chytila Ruska Natalija Kuzjutinová do držení, ze kterého se nedokázala dostat. Obsadila 5. místo.

### Vítězství
- 2012 – 1x světový pohár (Čching-tao)
- 2014 – 2x světový pohár (Řím, Ulánbátar)
- 2015 – 3x světový pohár (Oberwart, Düsseldorf, Praha)

## Výsledky
| Turnaj            | 2009  | 2010  | 2011           | 2012           | 2013           | 2014           | 2015           | 2016           |
| Turnaj            | 25    | 26    | 27             | 28             | 29             | 30             | 31             | 32             |
| Turnaj            | lehká | lehká | pololehká váha | pololehká váha | pololehká váha | pololehká váha | pololehká váha | pololehká váha |
| ----------------- | ----- | ----- | -------------- | -------------- | -------------- | -------------- | -------------- | -------------- |
| Olympijské hry    |       |       |                | —              |                |                |                | 5.             |
| Mistrovství světa | úč.   | —     | —              |                | —              | 5.             | úč.            |                |
| Asijské hry       |       | —     |                |                |                | 5.             |                |                |
| Mistrovství Asie  | —     |       | —              | —              | —              |                | 1.             | 2.             |